# Litoria personata
Litoria personata е вид земноводно от семейство Дървесници (Hylidae).

## Разпространение
Видът е разпространен в Австралия.